# Amata melanocera
Amata melanocera là một loài bướm đêm thuộc phân họ Arctiinae, họ Erebidae.